# Ouborgprijs
De Ouborgprijs is een Haagse kunstprijs, die uitgereikt wordt sinds 1990.

## Geschiedenis
De Ouborgprijs is de Haagse stadsprijs voor beeldende kunst, genoemd naar de Haagse kunstenaar Piet Ouborg (1893-1956). De prijs werd vanaf 1990 jaarlijks en vanaf 1997 om het jaar toegekend aan een Haagse kunstenaar van wie het oeuvre zowel lokaal als nationaal van belang is. Het is de opvolger van de Jacob Marisprijs.   Na 2015 is de frequentie van toekennen verlaagd naar maximaal één keer per twee jaar. 
De winnaar van de prijs ontvangt een geldbedrag en krijgt een presentatie in het Kunstmuseum Den Haag. Over een aantal prijswinnaars verscheen ook een publicatie verzorgd door Stroom.

## Winnaars
De Ouborgprijs werd tot nu toegekend aan: 
- 2024 - Aline Thomassen[3]
- 2019 - Jeroen Eisinga
- 2015 - Christie van der Haak
- 2013 - Marcel van Eeden
- 2011 - André Kruysen
- 2009 - Justin Bennett
- 2007 - Zeger Reyers
- 2005 - Ben van Os
- 2003 - Hans van der Pennen
- 2001 - Vojta Dukát
- 1999 - Philip Akkerman
- 1997 - Auke de Vries
- 1996 - Martin Rous
- 1995 - Dick Raaijmakers
- 1994 - Tomas Rajlich
- 1993 - Lotti van der Gaag
- 1992 - Gerard Fieret
- 1991 - Wil Bouthoorn
- 1990 - Frans Zwartjes